# Jüdische Friedhöfe in Bacău
Es existieren zwei Jüdische Friedhöfe in Bacău (deutsch Bakau), einer Großstadt im Kreis Bacău in der rumänischen Region Westmoldau:
- Alter jüdischer Friedhof Bacău
- Neuer jüdischer Friedhof Bacău

Auf beiden jüdischen Friedhöfen sind zahlreiche gut erhaltene Grabsteine vorhanden.

## Alter jüdischer Friedhof Bacău

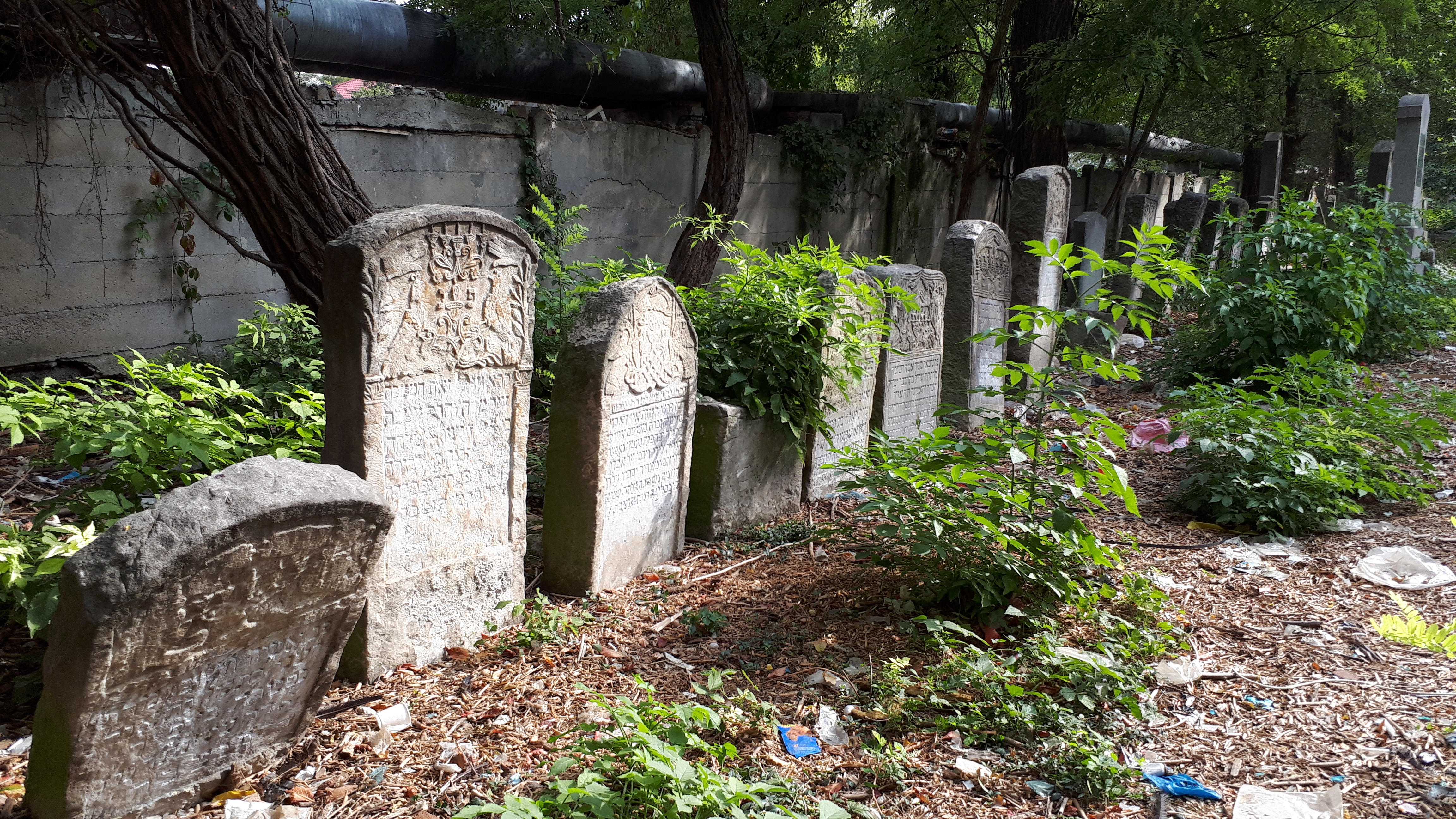
Alter jüdischer Friedhof Bacău (2017)

Der alte jüdische Friedhof Bacău wurde im Jahr 1703 gegründet. Er liegt östlich der Strada 9. Mai und südlich der Strada Pictor Theodor Aman.
- Koordinaten: 46° 33′ 34″ N, 26° 55′ 0″ O

## Neuer jüdischer Friedhof Bacău

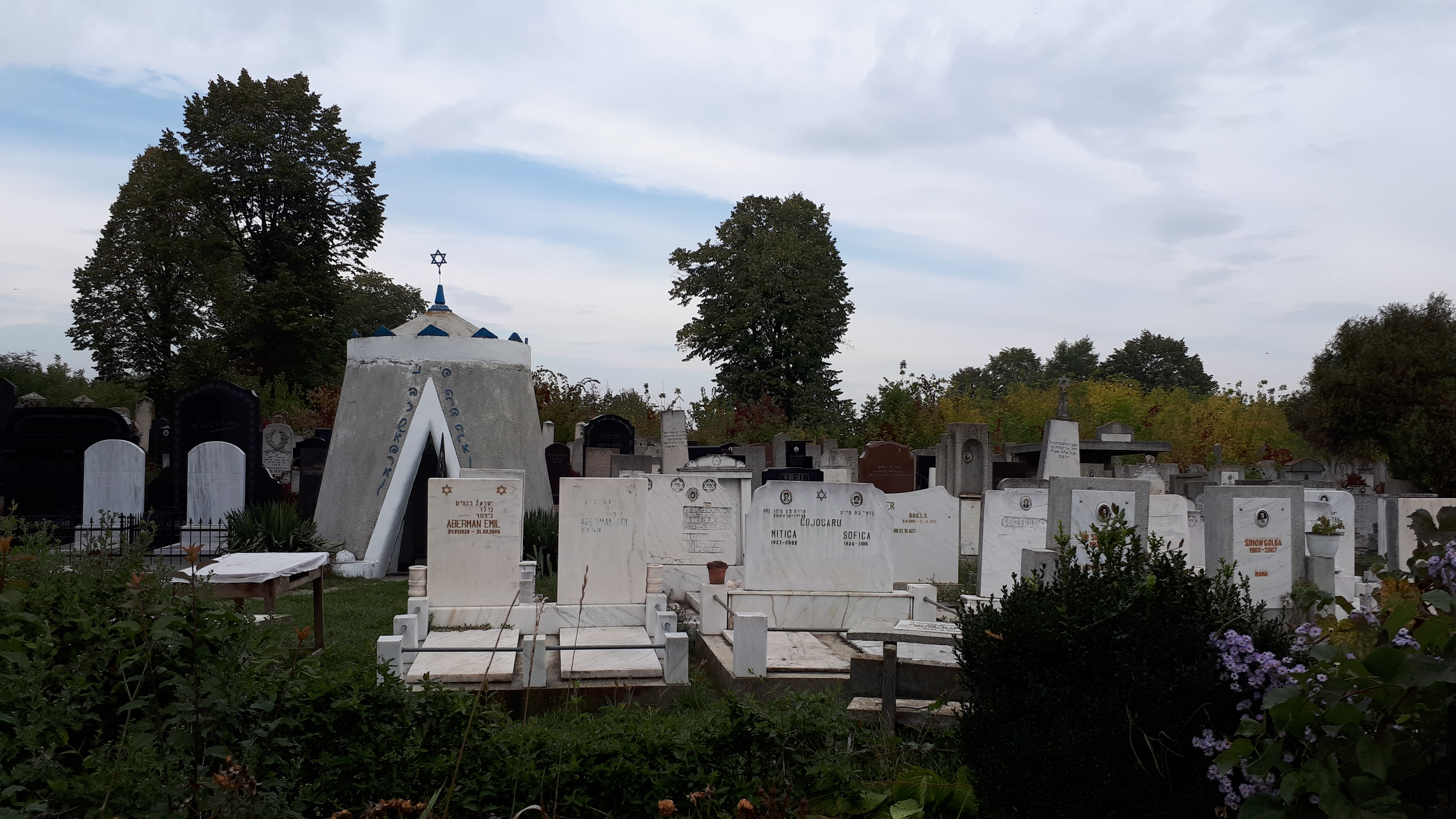
Neuer jüdischer Friedhof Bacău (2017)

Der neue jüdische Friedhof Bacău liegt westlich der Strada Alexei Tolstoi und östlich der DN 11.
- Koordinaten: 46° 32′ 50″ N, 26° 54′ 8″ O